# ژاپنی نوین نخستین
ژاپنی نوین نخستین (近世日本語 kinsei nihongo) یکی از مراحل تاریخی زبان ژاپنی پس از ژاپنی میانه و پیش از ژاپنی امروزی بود. این یک دوره گذار است که زبان بسیاری از خصوصیات دوره میانه خود را کنار گذاشته و به شکل امروزی آن نزدیکتر شد.
این دوره تقریباً ۲۵۰ سال طول کشید و از سده ۱۷ تا نیمه اول سده ۱۹ ادامه یافت. از نظر سیاسی، به‌طور کلی دوره ادو را در بر می‌گیرد.